# Clostridium oroticum
Il Clostridium oroticum è una specie di batterio appartenente alla famiglia delle Clostridiaceae.